# Gerrie Fens
Gerrie Fens (Zevenbergen, Moerdijk, Brabant del Nord, 25 d'abril de 1951) va ser un ciclista neerlandès. Es va especialitzar en el ciclisme en pista. Va guanyar una medalla de bronze al Campionat del món de Persecució per equips.